# Il mio grosso grasso matrimonio greco 2
Il mio grosso grasso matrimonio greco 2 (My Big Fat Greek Wedding 2) è un film del 2016 diretto da Kirk Jones.
Si tratta del sequel di Il mio grosso grasso matrimonio greco del 2002.

## Trama
La vita di Toula Portokalos Miller è un disastro: la sua agenzia di viaggi è fallita a causa della recessione, così come la lavanderia di famiglia; l'unica attività ancora aperta però è il ristorante fondato da suo padre, Gus. Suo marito Ian è ora il preside della scuola frequentata dalla loro figlia Paris, che nel frattempo si sta preparando per il college. Paris è sempre più mortificata dal soffocante affetto della sua famiglia e ciò la spinge a far domanda per dei college lontani da casa. Ian e Toula fanno fatica a mandare avanti il loro matrimonio perché Toula cerca sempre di "aggiustare" tutto quello che va storto in casa, finendo col trascurare il marito.
Nel frattempo, Gus è sempre più convinto di essere un diretto discendente di Alessandro Magno e consulta un sito online per averne la conferma. Mentre cerca informazioni nei documenti di famiglia, scopre che il suo certificato di matrimonio non è mai stato firmato dal prete che ha sposato lui e Maria cinquant'anni prima. Poi, Gus rimane frustrato quando scopre che il suo attuale prete non può semplicemente firmare quel documento ma deve di nuovo sposare la coppia. Maria ride all'idea di doversi sposare di nuovo dopo cinquant'anni di vita insieme ma accetta a patto che Gus le faccia la proposta in modo serio. Gus si rifiuta e Maria lo manda a dormire sul divano. Tuttavia, quando è costretto ad andare all'ospedale e Maria si rifiuta di accompagnarlo, le chiede di sposarlo e lei accetta.
Maria vuole le nozze che ha sempre sognato ma non ha mai potuto avere. Decide quindi di assumere una wedding planner, che però si dimette quando scopre che le scelte della famiglia sono troppo lontane dai suoi gusti. L'intera famiglia, inclusi i genitori di Ian, Rodney e Harriet, cerca quindi di organizzare le nozze. Una delle sorprese per il giorno del matrimonio è l'arrivo del fratello di Gus, Panos, arrivato dalla Grecia per assistere alla cerimonia. Ma dopo aver bevuto troppo ouzo durante il tragitto, Gus, Panos e Taki non riescono a rimanere seri una volta arrivati in chiesa. Vedendo il marito in quelle condizioni, Maria se ne va infuriata, pensando che Gus non stia prendendo il matrimonio in modo serio. Panos le confida che Gus ha bisogno di lei e Maria alla fine decide di procedere con le nozze.
Paris è stata accettata dalla Northwestern University di Chicago e dalla New York University di New York. In un primo momento, quando capisce quanto sua madre tenga davvero a lei, decide di rimanere a Chicago, ma poi la sua bisnonna le fa capire che in realtà vuole andare a New York. Paris chiede a Bennet, un ragazzo della sua scuola che ha sempre guardato da lontano, di andare al ballo insieme a lei, scoprendo in seguito che anche lui proviene da una pazza famiglia greca. Siccome il ballo è lo stesso giorno del matrimonio, decide di non partecipare alla cerimonia nuziale, ma di raggiungere la famiglia durante il banchetto. Ian e Toula guardano Gus e Maria pronunciare i loro voti, mentre Paris e Bennet si scambiano il primo bacio. Durante il banchetto, Gus riceve una lettera che conferma la sua idea, dichiarandolo discendente diretto di Alessandro Magno. Tuttavia Toula rivela a Ian di aver scritto lei la lettera per rendere felice suo padre. Alla fine, la famiglia accompagna Paris a New York, pronta per iniziare una nuova avventura al college.

## Distribuzione
Il primo trailer è stato distribuito l'11 novembre 2015. L'uscita del film nelle sale cinematografiche nordamericane è avvenuta il 25 marzo 2016, in Italia il 24 marzo 2016.

## Sequel
Nel giugno 2016, era nell'aria l'idea per un terzo film, poi concretizzatasi nell'aprile 2021, con la sceneggiatura scritta da Nia Vardalos, e col ritorno del cast completo. Le riprese vengono ritardate a causa del COVID-19, che avranno luogo principalmente in Grecia nell'estate del 2022. Il film verrà dedicato alla memoria di Michael Constantine, interprete del padre della protagonista, che non avrebbe comunque preso parte al film, essendo deceduto nell'estate dell'anno prima.